# Infzin
Un infzin (cuvânt creat din engleză informative magazine - revistă destinată informării) este o publicație periodică de tip A4 cu un număr redus de pagini care are rolul de a prezenta informații din/în interiorul unui fandom.
Infzinul este realizat de o asociație sau de un cenaclu. Publicul său țintă este mai mare decât al fanzinului deoarece informațiile pe care le difuzează prezintă interes la nivel național sau internațional (informații despre concursuri, tabere de creație, convenții, apariții de reviste, cărți, expoziții, filme etc.).

## În România
Cel mai cunoscut infzin din România până în 1989 a fost publicația Quarc a cenaclului omonim din Iași (sub conducerea lui Dan Merișca). A apărut în format A4 cu diuă pagini într-un tiraj de cca. 100 de exemplare și era difuzat în majoritatea cenaclurilor din Dănuț Ungureanu. Între 1983-1987, Quarc a fost editat de Dan Merișca, Doru Pruteanu și George Ceaușu. După 1990 două infzine au avut o durată mai lungă de 2 ani: Cron (Craiova, editat de Aurel Cărășel) și Cronaut (Oțelu-Roșu, condus de Matei Donea).

## Europa
- Fans Across the World - condus de Bridget Wilkinson
- Ansible- condus de David Langford[3]

## Legături externe
- Presa literara SF: Revista profesionista (VII) plus fanzine si infzine Arhivat în 24 ianuarie 2019, la Wayback Machine.

## Vezi și
- Fanzin